# Ljudevit Gaj
Ljudevit Gaj (pronunciado [ʎûdeʋit ɡâːj], /llúdevit gái/; Krapina, 8 de agosto de 1809 - Zagreb, 20 de abril de 1872) fue un político, lingüista y escritor croata de origen alemán y eslovaco. Fue la figura central del movimiento ilirio.

## Publicaciones
En 1830 publicó en Buda el libro Kratka osnova horvatsko-slavenskog pravopisanja que fue el primer libro que tiene como tema la lengua croata en sí misma, publicado en croata y alemán.
En 1833 publicó el libro Jos Hrvatska ni propala, y las obras Horvatske Novine escrito en Kajkavo y Danica Horvatska, Slavonska el Dalmatinska, escrito en Štokavo, (dos dialectos eslavos) publicados a principios de 1835, con los que se reafirma el concepto de lengua y de literatura croata como entidades unitarias. Por ello es considerado el iniciador del renacimiento de la lengua croata.